# Gust Torfs
Gust Torfs (Antwerpen, 9 oktober 1929 – Antwerpen, 4 juni 1997) was een Vlaams zanger en tekstschrijver. Hij werd bekend als de liedjesschrijver voor de groep De Strangers.
Torfs' moeder was van Nederlandse afkomst, maar zijn vader was afkomstig uit Antwerpen. Als kind was hij bevriend met John De Wilde en leerde mandoline en accordeon spelen.
In 1952 richtte hij samen met John De Wilde, Pol Bollansee en Alex Boeye de Strangers op. Het was ook Torfs die in 1954 suggereerde om voortaan in het Antwerps dialect te zingen. In 1963 huwde hij met een weduwe en kreeg er zo twee stiefkinderen bij. Torfs besloot zijn zangcarrière vaarwel te zeggen, al bleef hij achter de schermen actief als tekstschrijver. Zijn rol als zanger werd ingenomen door Bob Van Staeyen. Buiten zijn muzikale activiteiten was Torfs achtereenvolgens verbonden aan het havenbedrijf Stocatra en als kassier voor de Stad Antwerpen.
In 1997 overleed hij aan een hersenbloeding. Hij was het tweede Strangers-lid dat overleed.